# Dios odia a los cobardes
«Dios odia a los cobardes» es una canción interpretada por el grupo español Fangoria. incluida en su tercer EP, Un día cualquiera en Vulcano S.E.P. 3.0 (1995). La compañía Running Circle la publicó como el primer sencillo del disco; posteriormente, figuró en los álbumes recopilatorios Un día cualquiera en Vulcano (2003) y El paso trascendental del vodevil a la astracalada (2010). Fue compuesta por Alaska, Nacho Canut, Pablo Sycet y Bazoka Nut, mientras que la producción estuvo a cargo de Big Toxic. Es una balada ambient de tempo medio, cuya letra trata sobre el valor. 

## Antecedentes y composición
«Dios odia a los cobardes» es una canción de tono pesimista que explora el concepto del valor. Según los comentarios de Canut, la melodía de la canción fue inspirada por la de «Dreaming of the Queen» del dúo británico Pet Shop Boys.

## Publicación
La espera para que Un día cualquiera en Vulcano S.E.P. 3.0 llegara a algunas tiendas se extendió hasta el verano de 1995. Debido a la constante negativa de Warner para la publicación del disco, Fangoria optó por distribuirlo a través de la compañía Running Circle.
A causa de las limitaciones presupuestarias, no se comercializó ningún formato físico del sencillo, y tampoco se consideró la grabación de un videoclip.

## Lista de canciones y formatos
A continuación se muestran los álbumes y formatos oficiales en los que "Dios odia a los cobardes" ha sido incluida.
- 1995, LP Un día cualquiera en Vulcano S.E.P. 3.0 (versión álbum y "Dios remezcla a los cobardes") - (Running Circle / Metal Sonic Disco)
- 1995, CD Un día cualquiera en Vulcano S.E.P. 3.0 (versión álbum y "Dios remezcla a los cobardes") - (Running Circle / Metal Sonic Disco)
- 1995, casete Un día cualquiera en Vulcano S.E.P. 3.0 (versión álbum y "Dios remezcla a los cobardes") - (Running Circle / Metal Sonic Disco)
- 1995, Maxisingle 12 pulgadas A la felicidad por la electrónica - (Running Circle / Metal Sonic Disco)
- 1996, CD sencillo A la felicidad por la electrónica - (Running Circle / Metal Sonic Disco)
- 2003, CD Un día cualquiera en Vulcano (CD 1, versión álbum; CD 2, "Dios remezcla a los cobardes") - (DRO)
- 2010, CD El paso trascendental del vodevil a la astracanada (CD 2, Vodevil) - (Warner Bros. Records)
- 2010, CD/DVD El paso trascendental del vodevil a la astracanada, Edición de Lujo 3 CD y DVD (CD 2, Vodevil) - (Warner Bros. Records)

## Créditos y personal
- Alaska: voz, composición
- Nacho Canut: composición
- Pablo Sycet: composición
- Bazoka Nut: composición
- Big Toxic: producción